# Impasse Boutron
Pour les articles homonymes, voir Boutron.
L'impasse Boutron est une voie située dans le quartier de l'Hôpital-Saint-Louis du 10e arrondissement de Paris.

## Situation et accès
L'impasse Boutron est desservie à proximité par la ligne 7 à la station Château-Landon.

## Origine du nom

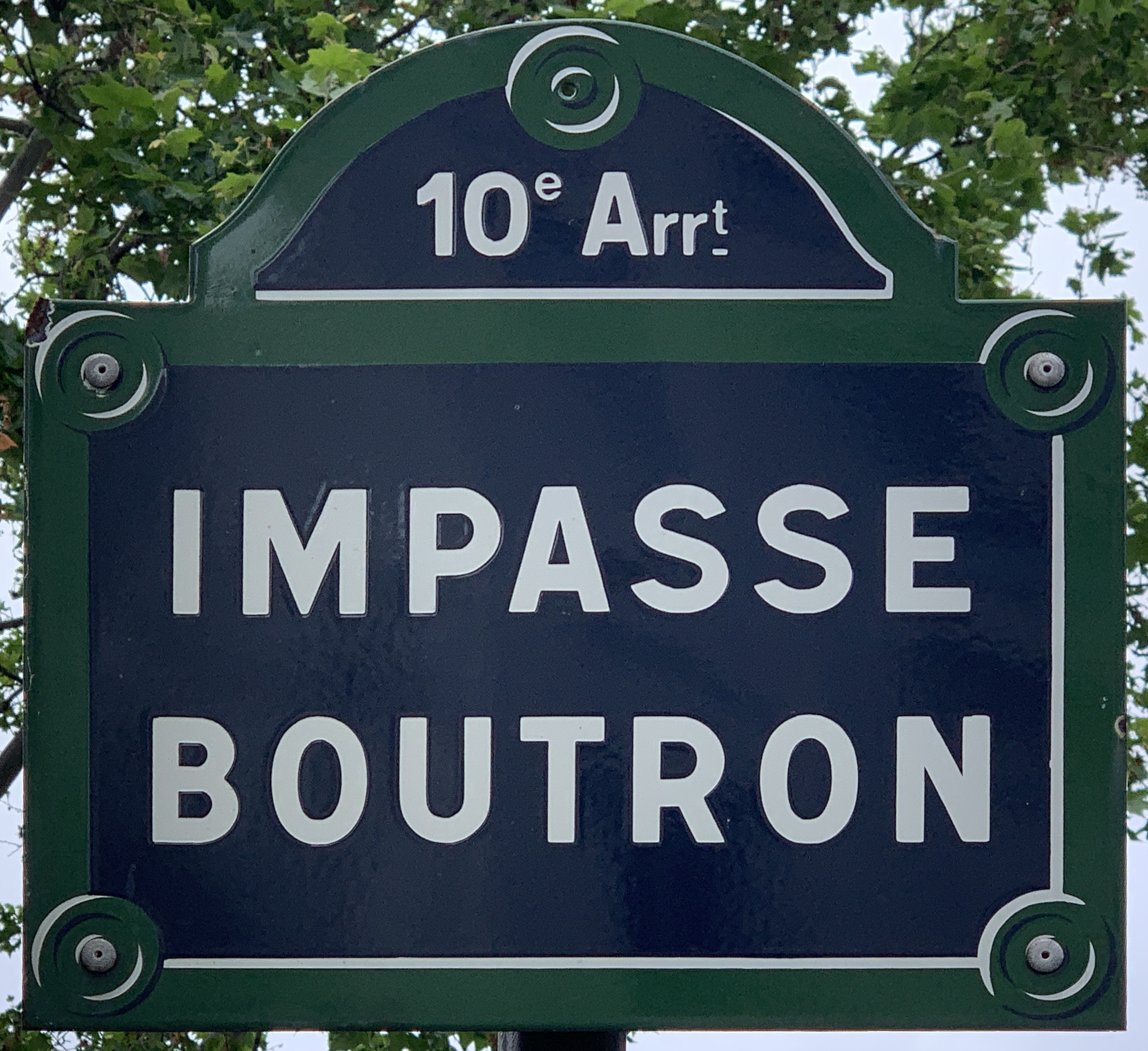
Plaque de l'impasse.

Elle doit son nom à celui d'un ancien propriétaire local.

## Historique
Une première section de cette voie est ouverte en 1839, à partir de la rue du Faubourg-Saint-Martin sous le nom d'« impasse Boutron ».
Par arrêté du 16 mai 1952, elle est prolongée jusqu'à l'avenue de Verdun.

### Vandalisme
Le 8 mai 2025, un escalier au bout de la rue peint aux couleurs de l'arc en ciel est vandalisé par 4 jeunes qui le recouvrent de blanc. Alexandra Cordebard, la maire de l'arrondissement, annonce porter plainte.

## Bâtiments remarquables et lieux de mémoire
- En face de l'impasse se trouvait jadis l'hôpital du Nom-de-Jésus